# Filley (Nebraska)
Filley es una villa ubicada en el condado de Gage en el estado estadounidense de Nebraska. En el Censo de 2010 tenía una población de 132 habitantes y una densidad poblacional de 467,57 personas por km².

## Geografía
Filley se encuentra ubicada en las coordenadas 40°17′7″N 96°32′2″O / 40.28528, -96.53389. Según la Oficina del Censo de los Estados Unidos, Filley tiene una superficie total de 0.28 km², de la cual 0.28 km² corresponden a tierra firme y (0%) 0 km² es agua.

## Demografía
Según el censo de 2010, había 132 personas residiendo en Filley. La densidad de población era de 467,57 hab./km². De los 132 habitantes, Filley estaba compuesto por el 99.24% blancos, el 0% eran afroamericanos, el 0.76% eran amerindios, el 0% eran asiáticos, el 0% eran isleños del Pacífico, el 0% eran de otras razas y el 0% pertenecían a dos o más razas. Del total de la población el 0% eran hispanos o latinos de cualquier raza.